# Zygotylenchus guevarai
Zygotylenchus guevarai är en rundmaskart som först beskrevs av Tobar Jiménez 1963.  Zygotylenchus guevarai ingår i släktet Zygotylenchus och familjen Pratylenchidae. Inga underarter finns listade i Catalogue of Life.